# Уманский агротехнический колледж
Уманский агротехнический колледж (укр. Уманський агротехнічний коледж) — высшее учебное заведение в городе Умань Черкасской области Украины.

## История
В 1883 году в городе Умань Уманского уезда Киевской губернии Российской империи была открыта четырёхклассная мужская прогимназия, в 1896 году она была реорганизована в мужскую гимназию.
В ходе гражданской войны город оказался в зоне боевых действий и гимназия была закрыта, но в 1920 году на её базе было открыто Уманское профессионально-техническое училище.
В 1930 году на базе профтехучилища был создан Уманский техникум механизации и электрификации сельского хозяйства, в 1936 году реорганизованный в Уманский техникум механизации, электрификации и сельскохозяйственного строительства.
В ходе Великой Отечественной войны 1 августа 1941 года город был оккупирован наступавшими немецкими войсками, в 10 марта 1944 года — освобожден советскими войсками. В дальнейшем, техникум был восстановлен и возобновил работу.
До 1993 года техникум готовил специалистов по одной специальности — «Механизация сельского хозяйства», но в условиях сокращения государственного заказа на подготовку специалистов и перехода к рыночным отношениям начал диверсификацию.
В марте 1995 года Верховная Рада Украины внесла техникум в перечень предприятий, учреждений и организаций, приватизация которых запрещена в связи с их общегосударственным значением. В дальнейшем, в том же 1995 году техникум был преобразован в Уманский агротехнический колледж с несколькими направлениями подготовки.
В 2010 году колледж стал структурным подразделением Уманского национального университета садоводства.

## Современное состояние
Колледж является высшим учебным заведением II уровня аккредитации, которое осуществляет подготовку младших специалистов по семи специальностям.